# Curetis stigmata
Curetis stigmata är en fjärilsart som beskrevs av Moore 1879. Curetis stigmata ingår i släktet Curetis och familjen juvelvingar. Inga underarter finns listade i Catalogue of Life.